# 长圆叶风毛菊
长圆叶风毛菊（学名：Saussurea oblongifolia）为菊科风毛菊属的植物，是中国的特有植物。分布于中国大陆的云南等地，目前尚未由人工引种栽培。
其种加词“oblongifolia”意为“长椭圆叶子的”。